# Samira Mustafayeva
Samira Mustafayeva (en transcription française: Samira Moustafaïeva) est une gymnaste rythmique azerbaïdjanaise née le 15 janvier 1993 à Saint-Pétersbourg.

## Palmarès

### Championnats du monde
- Moscou 2010

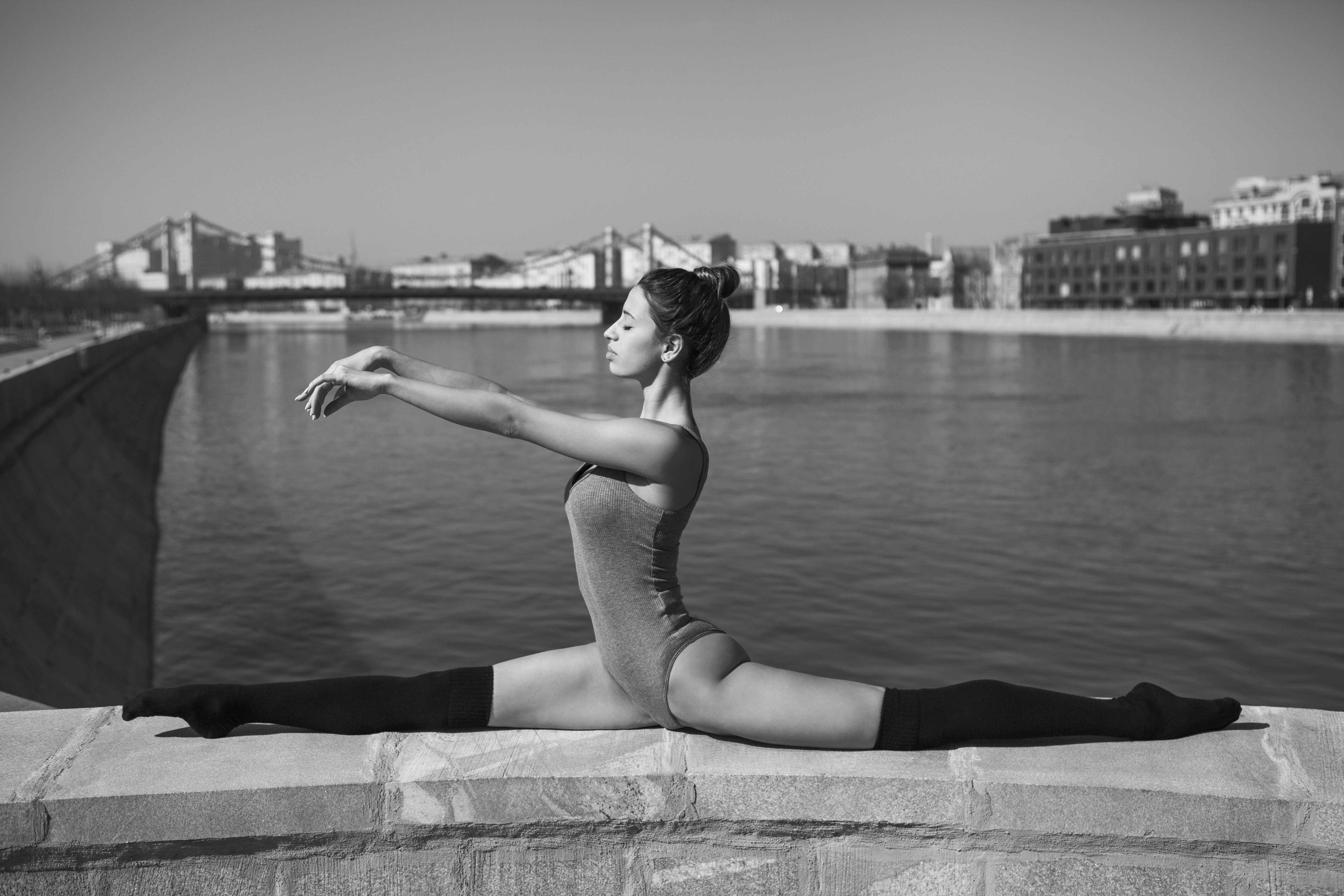
Samira Mustafayeva

  -  médaille de bronze au concours général par équipes.